# Hamed Traorè
Hamed Junior Traorè (Abidjan, 16 febbraio 2000) è un calciatore ivoriano, centrocampista o attaccante del Bournemouth e della nazionale ivoriana.

## Biografia
Nato ad Abidjan, è arrivato in Italia da bambino ed è cresciuto a Barco. Anche suo fratello Amad, anch'egli nato ad Abidjan e cresciuto a Barco, è un calciatore professionista. Nel 2020 è stata resa nota un'inchiesta della procura di Parma che, oltre ad indagare sulla veridicità degli atti che hanno permesso il suo arrivo in Italia, mette in dubbio la sua parentela con Amad.
Il 10 febbraio 2021 è stato riconosciuto colpevole di aver violato il Codice di Giustizia Sportiva per essere entrato a far parte della squadra di calcio A.S.D. Boca Barco nel 2015 con il nome Hamed Junior Traorè. È stato accusato di falsificazione di documenti al fine di falsificare una relazione con Amad Diallo Traorè, cittadino ivoriano residente in Italia, e chiedere un ricongiungimento familiare. Il giocatore ha chiesto il patteggiamento; la Procura federale ha comminato una multa di 48 mila euro.
Nel dicembre del 2023, ha contratto la malaria, infezione che lo ha costretto al ricovero in ospedale, e successivamente a un periodo di recupero lontano dal campo. Il mese seguente, in seguito a visite mediche specialistiche in Italia, ha riottenuto l'idoneità all'attività sportiva.

## Caratteristiche tecniche
È un centrale di centrocampo dotato di ottima tecnica e in grado di ricoprire anche il ruolo di trequartista, che ha occupato a inizio carriera; si è inoltre rivelato adatto al ruolo di ala sinistra. Ambidestro, è abile nei calci da fermo, oltre ad essere disciplinato tatticamente e dotato di un’ottima agilità. Inoltre, è bravo anche a saltare l'uomo e nei contrasti.

## Carriera

### Club

#### Giovanili ed Empoli
Arrivato in Italia da bambino con la famiglia, si stabilisce con la mamma a Parma, inizia a giocare a calcio nel Boca Barco, squadra di Barco, frazione di Bibbiano, dopo un'attesa durata mesi per il tesseramento. Tra gli allenamenti e l'inserimento, tante società iniziano a monitorare Hamed Junior e Amad, il fratello più piccolo di due anni (si scoprirà in seguito che i due non sono fratelli ma che abbiano dichiarato di esserlo per entrare in Italia). Nel 2015, l'ex portiere Giovanni Galli, allora dirigente della Lucchese, è sorpreso dai due giovani durante un provino con una formazione del club toscano del 1998: dopo un giro di telefonate, Hamed Junior sostiene un provino decisivo con l'Empoli, che batte la concorrenza delle avversarie nella corsa al talento ivoriano. In azzurro si mette in mostra nelle giovanili, arrivando a conquistare la finale del Torneo di Viareggio 2017.
L'8 ottobre 2017 esordisce tra i professionisti, a soli 17 anni, in occasione della partita di campionato vinta per 3-1 contro il Foggia, diventando il primo 2000 a giocare per i toscani; conquistata alla fine della stagione la promozione in Serie A, il 26 agosto 2018 debutta nella massima serie, nella sconfitta esterna contro il Genoa, sostituendo all'85º minuto Miha Zajc. Dalla sesta giornata, in occasione del pareggio per 1-1 contro il Milan, diviene titolare della squadra.
Il 15 gennaio 2019 viene acquistato dalla Fiorentina, sottoscrivendo un contratto fino al 30 giugno 2023, e lasciato all'Empoli fino al 30 giugno 2019. Tuttavia, a fine stagione il presidente dell'Empoli Corsi comunica che i documenti firmati non sarebbero stati depositati entro il 31 gennaio e che di conseguenza il giocatore è da ritenersi ancora di proprietà dell'Empoli. In stagione lui parte da titolare con Aurelio Andreazzoli come allenatore, salvo poi perdere il posto in novembre con l'arrivo di Giuseppe Iachini in panchina che gli preferisce il più esperto Afriyie Acquah, motivando la sua esclusione per via di un calo fisico; in marzo Iachini viene esonerato e al suo posto torna Andreazzoli che fa tornare Traoré nell'11 titolare. Il 20 aprile segna la sua prima rete in Serie A (oltre che tra i professionisti) nella sconfitta per 2-4 contro la SPAL. Va nuovamente a segno all'ultima giornata nella sconfitta per 2-1 contro l'Inter che sancisce la retrocessione dei toscani (il suo goal era stato quello del provvisorio 1-1).

#### Sassuolo
Il 12 luglio 2019 l'Empoli lo cede in prestito oneroso biennale a 3 milioni di euro al Sassuolo, in sinergia con la Juventus che versa nelle casse neroverdi un milione di euro per ottenere qualora volesse una trattativa prioritaria in futuro. Debutta il 18 agosto, segnando il gol vittoria allo Spezia nel terzo turno di Coppa Italia. Si ripete nella seconda giornata di campionato, segnando il gol del provvisorio 4-0 contro la Sampdoria (partita terminata 4-1).
Alla fine della stagione 2020-2021 il Sassuolo riscatta l'ivoriano per 16 milioni di euro, facendolo diventare a tutti gli effetti neroverde. Chiude la sua esperienza in neroverde dopo aver collezionato complessivamente 111 presenze e 18 reti.

#### Bournemouth
Il 31 gennaio 2023 si trasferisce in prestito con obbligo di riscatto (fissato a 30 milioni di euro) al Bournemouth, in Premier League, con cui sottoscrive un contratto valido fino al 30 giugno 2028. Debutta in campionato il successivo 4 febbraio, in una gara esterna persa per 1-0 contro il Brighton. Il 16 maggio dello stesso anno, viene ufficialmente riscattato dalle Cherries.
Il 29 agosto seguente, mette a segno la sua prima rete con il Bournemouth in una gara di Coppa di Lega vinta per 3-2 in casa dello Swansea City.

#### Prestiti al Napoli e all'Auxerre
Il 17 gennaio 2024 viene ceduto al Napoli, di nuovo in Serie A, con la formula del prestito gratuito con diritto di riscatto, fissato a 25 milioni di euro, e un eventuale conguaglio di 1,5 milioni di euro in caso di mancato esercizio dell'opzione. Il 17 febbraio seguente debutta da titolare con i partenopei, in occasione del pareggio interno contro il Genoa (1-1), valido per la 25ª giornata di campionato. Dopo aver giocato 11 incontri, lascia il Napoli al termine della stessa stagione, in seguito al mancato esercizio dell'opzione di riscatto.
Tornato al Bournemouth, il successivo 27 agosto viene girato in prestito secco all'Auxerre, neopromosso in Ligue 1.

### Nazionale
Il 21 maggio 2021 viene convocato per la prima volta dalla nazionale maggiore ivoriana.
Il 17 novembre 2023 realizza i suoi primi due gol per la Costa d'Avorio nel successo per 9-0 contro le Seychelles.

## Statistiche

### Presenze e reti nei club
Statistiche aggiornate al 12 maggio 2025.
| Stagione           | Squadra            | Campionato         | Campionato | Campionato | Coppe nazionali | Coppe nazionali | Coppe nazionali | Coppe continentali | Coppe continentali | Coppe continentali | Altre coppe | Altre coppe | Altre coppe | Totale | Totale |
| Stagione           | Squadra            | Comp               | Pres       | Reti       | Comp            | Pres            | Reti            | Comp               | Pres               | Reti               | Comp        | Pres        | Reti        | Pres   | Reti   |
| ------------------ | ------------------ | ------------------ | ---------- | ---------- | --------------- | --------------- | --------------- | ------------------ | ------------------ | ------------------ | ----------- | ----------- | ----------- | ------ | ------ |
| 2017-2018          | Empoli             | B                  | 10         | 0          | CI              | 0               | 0               | -                  | -                  | -                  | -           | -           | -           | 10     | 0      |
| 2018-2019          | Empoli             | A                  | 32         | 2          | CI              | 1               | 0               | -                  | -                  | -                  | -           | -           | -           | 33     | 2      |
| Totale Empoli      | Totale Empoli      | Totale Empoli      | 42         | 2          |                 | 1               | 0               |                    | -                  | -                  |             | -           | -           | 43     | 2      |
| 2019-2020          | Sassuolo           | A                  | 31         | 4          | CI              | 2               | 1               | -                  | -                  | -                  | -           | -           | -           | 33     | 5      |
| 2020-2021          | Sassuolo           | A                  | 35         | 5          | CI              | 0               | 0               | -                  | -                  | -                  | -           | -           | -           | 35     | 5      |
| 2021-2022          | Sassuolo           | A                  | 31         | 7          | CI              | 1               | 1               | -                  | -                  | -                  | -           | -           | -           | 32     | 8      |
| 2022-gen. 2023     | Sassuolo           | A                  | 11         | 0          | CI              | 0               | 0               | -                  | -                  | -                  | -           | -           | -           | 11     | 0      |
| Totale Sassuolo    | Totale Sassuolo    | Totale Sassuolo    | 108        | 16         |                 | 3               | 2               |                    | -                  | -                  |             | -           | -           | 111    | 18     |
| gen.-giu. 2023     | Bournemouth        | PL                 | 7          | 0          | FACup+CdL       | -               | -               |                    | -                  | -                  |             | -           | -           | 7      | 0      |
| 2023-gen. 2024     | Bournemouth        | PL                 | 3          | 0          | FACup+CdL       | 0+3             | 0+1             |                    | -                  | -                  |             | -           | -           | 6      | 1      |
| Totale Bournemouth | Totale Bournemouth | Totale Bournemouth | 10         | 0          |                 | 3               | 1               |                    | -                  | -                  |             | -           | -           | 13     | 1      |
| gen.-giu. 2024     | Napoli             | A                  | 9          | 0          | CI              | 0               | 0               | UCL                | 2                  | 0                  | SI          | 0           | 0           | 11     | 0      |
| 2024-2025          | Auxerre            | L1                 | 26         | 10         | CF              | -               | -               | -                  | -                  | -                  | -           | -           | -           | 26     | 10     |
| Totale carriera    | Totale carriera    | Totale carriera    | 195        | 28         |                 | 7               | 3               |                    | 2                  | 0                  |             | -           | -           | 204    | 31     |

### Cronologia presenze e reti in nazionale
| Cronologia completa delle presenze e delle reti in nazionale ― Costa d'Avorio | Cronologia completa delle presenze e delle reti in nazionale ― Costa d'Avorio | Cronologia completa delle presenze e delle reti in nazionale ― Costa d'Avorio | Cronologia completa delle presenze e delle reti in nazionale ― Costa d'Avorio | Cronologia completa delle presenze e delle reti in nazionale ― Costa d'Avorio | Cronologia completa delle presenze e delle reti in nazionale ― Costa d'Avorio | Cronologia completa delle presenze e delle reti in nazionale ― Costa d'Avorio | Cronologia completa delle presenze e delle reti in nazionale ― Costa d'Avorio |
| Data                                                                          | Città                                                                         | In casa                                                                       | Risultato                                                                     | Ospiti                                                                        | Competizione                                                                  | Reti                                                                          | Note                                                                          |
| ----------------------------------------------------------------------------- | ----------------------------------------------------------------------------- | ----------------------------------------------------------------------------- | ----------------------------------------------------------------------------- | ----------------------------------------------------------------------------- | ----------------------------------------------------------------------------- | ----------------------------------------------------------------------------- | ----------------------------------------------------------------------------- |
| 6-9-2021                                                                      | Abidjan                                                                       | Costa d'Avorio                                                                | 2 – 1                                                                         | Camerun                                                                       | Qual. Mondiali 2022                                                           | -                                                                             | 69’                                                                           |
| 13-11-2021                                                                    | Cotonou                                                                       | Costa d'Avorio                                                                | 3 – 0                                                                         | Mozambico                                                                     | Qual. Mondiali 2022                                                           | -                                                                             |                                                                               |
| 16-11-2021                                                                    | Douala                                                                        | Camerun                                                                       | 1 – 0                                                                         | Costa d'Avorio                                                                | Qual. Mondiali 2022                                                           | -                                                                             | 83’                                                                           |
| 16-1-2022                                                                     | Douala                                                                        | Costa d'Avorio                                                                | 2 – 2                                                                         | Sierra Leone                                                                  | Coppa d'Africa 2021 - 1º turno                                                | -                                                                             | 73’                                                                           |
| 24-3-2023                                                                     | Bouaké                                                                        | Costa d'Avorio                                                                | 3 – 1                                                                         | Comore                                                                        | Qual. Coppa d'Africa 2023                                                     | -                                                                             | 72’                                                                           |
| 12-9-2023                                                                     | Abidjan                                                                       | Costa d'Avorio                                                                | 0 – 0                                                                         | Mali                                                                          | Amichevole                                                                    | -                                                                             |                                                                               |
| 17-10-2023                                                                    | Abidjan                                                                       | Costa d'Avorio                                                                | 1 – 1                                                                         | Sudafrica                                                                     | Amichevole                                                                    | -                                                                             | 58’                                                                           |
| 17-11-2023                                                                    | Abidjan                                                                       | Costa d'Avorio                                                                | 9 – 0                                                                         | Seychelles                                                                    | Qual. Mondiali 2026                                                           | 2                                                                             | 63’                                                                           |
| 20-11-2023                                                                    | Dar es Salaam                                                                 | Gambia                                                                        | 0 – 2                                                                         | Costa d'Avorio                                                                | Qual. Mondiali 2026                                                           | -                                                                             | 89’                                                                           |
| 11-10-2024                                                                    | San-Pédro                                                                     | Costa d'Avorio                                                                | 4 – 1                                                                         | Sierra Leone                                                                  | Qual. Coppa d'Africa 2025                                                     | -                                                                             | 78’                                                                           |
| 15-10-2024                                                                    | Monrovia                                                                      | Sierra Leone                                                                  | 1 – 0                                                                         | Costa d'Avorio                                                                | Qual. Coppa d'Africa 2025                                                     | -                                                                             | 44’                                                                           |
| 15-11-2024                                                                    | Ndola                                                                         | Zambia                                                                        | 1 – 0                                                                         | Costa d'Avorio                                                                | Qual. Coppa d'Africa 2025                                                     | -                                                                             | 67’                                                                           |
| Totale                                                                        |                                                                               | Presenze                                                                      | 12                                                                            |                                                                               | Reti                                                                          | 2                                                                             |                                                                               |

## Palmarès

### Club

#### Competizioni nazionali
- Campionato italiano di Serie B: 1

Empoli: 2017-2018